# Paul Goodman
Paul Goodman (9 de setembro de 1911 — 2 de agosto de 1972) foi um escritor, dramaturgo, poeta, crítico literário e psicoterapeuta americano, embora agora mais conhecido como um crítico social e filósofo anarquista.
Sua mãe trabalhou para sustentar a família como vendedora ambulante de roupas femininas, o que deixou Goodman para ser criado principalmente por suas tias e irmãs em Nova Iorque. Graduou-se com um bacharel em 1931. Sua primeira novela, o The Grand Piano (piano de cauda; mais tarde designado como o livro um do The Empire City) foi publicado em 1942.